# Alfred Serre
Pour les articles homonymes, voir Serre.
Alfred Paul Louis Serre, né le 18 février 1837 à Paris et mort le 15 janvier 1906 dans cette même ville, est un dessinateur, peintre, émailleur d'art et céramiste français.
Sous l'égide de la faïencerie de Ferdinand Barbedienne, il propose des émaux d'un style coloré et soigneux qui lui valent plusieurs récompenses aux Salons parisiens et aux expositions universelles. Il est l'auteur des émaux incrustés dans l'horloge monumentale de Barbedienne conservée à l'hôtel de ville de Paris.

## Biographie

### Origines familiales
Alfred Serre est le fils de François Louis Serre et de Marie Joséphine Mourcelot. Il épouse Marie Octavie Beauger (1842-1920) le 24 octobre 1861 dans le 10e arrondissement de Paris.

### Formation et débuts
Alfred Serre commence à travailler comme ouvrier dessinateur dans l'atelier d'un bijoutier, puis, grâce à ses aptitudes pour le dessin, il devient élève de Pierre Piot et d'Eugène Levasseur, auprès desquels il apprend l'art de l'émail. Ensuite, il fait ses débuts en exposant au Salon de 1869.
Recommandé par Auguste Caïn, il intègre, en 1872, la faïencerie de Ferdinand Barbedienne où il travaille en qualité d'émailleur. Barbedienne lui donne une liberté entière. Les leçons qu'il a reçues de Piot et Levasseur et les moyens techniques qu'il a ramenés de Genève en font « un artiste doublé d'un bon ouvrier ». Barbedienne l'incite à abandonner les grisailles et les imitations des émaux de Limoges au profit des émaux colorés modelés soigneusement et peints dans une note calme et harmonieuse. Serre s'adonne dès lors à des sujets empruntés à l'histoire et à la fable, ainsi qu'à des sujets religieux.

### Reconnaissance

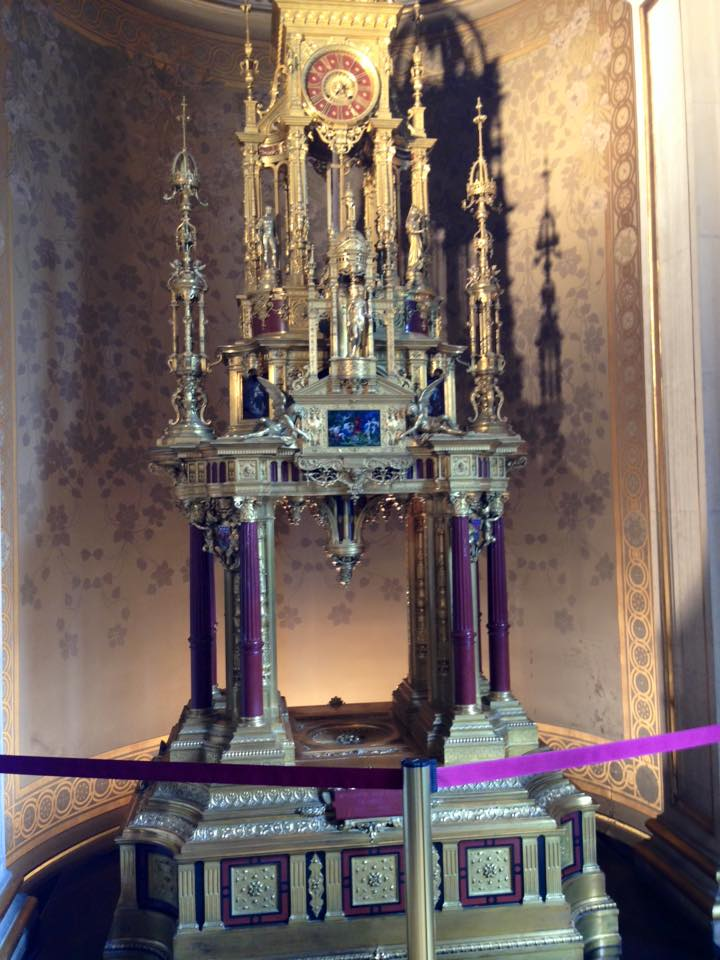
Horloge monumentale par Ferdinand Barbedienne (entre 1878 et 1889), émaux d'Alfred Serre, hôtel de ville de Paris.

Alfred Serre reçoit ses premières récompenses en 1873 lors de l'Exposition universelle de Vienne et l'année suivante à l'exposition de l'Union centrale des arts décoratifs de Paris. Émile Alglave écrit, en 1879 : « La maison Barbedienne possède un artiste fort distingué, Serre […]. C'est à lui qu'on doit les émaux de la grande horloge monumentale et les autres pièces incrustées dans les meubles ou dans les bronzes. »  À l'Exposition universelle de Paris de 1889, la maison Barbedienne présente de nouveau un grand nombre de ses compositions, dont la grande horloge néo-Renaissance de 1878. Cette horloge, incluse dans la succession Leblanc-Barbedienne a été donnée, par ses héritiers, à la Ville de Paris, où elle est conservée à l'hôtel de ville.
Sa collaboration avec la maison Barbedienne se poursuit jusqu'en 1892, à la mort de Ferdinand Barbedienne. Ensuite, Alfred Serre s'essaie à peindre des éventails, mais revient vers les émaux, son genre de prédilection.
Après avoir résidé dans sa jeunesse dans le quartier de la Culture Sainte-Catherine, il déménage à plusieurs reprises. Il habite durant plusieurs années au 4, avenue Parmentier, puis au 47, boulevard Voltaire. Alfred Serre meurt à son domicile parisien de la rue Royer-Collard le 15 janvier 1906.

## Œuvres
Alfred Serre expose lors des différents Salons de Paris :
- Portrait de Monsieur Meissonier, émail, Salon de 1869 ;
- La Prudence, émail, d'après Raphaël, Salon de 1869 ;
- Portrait de Madame C.N., émail, Salon de 1870 ;
- La Bascule, d'après Jean-Honoré Fragonard, émail, Salon de 1870 ;
- Ève, émail, Salon de 1881[11] ;
- Le Jugement de Pâris, après 1892 ;
- Adam et Ève, d'après Alexandre Cabanel, après 1892[4].

Alfred Serre collabore également avec Louis-Constant Sévin de la maison Barbedienne pour la réalisation de cabinets ou de cartels.

Modèles créés par Louis-Constant Sévin ornés des émaux d'Alfred Serre
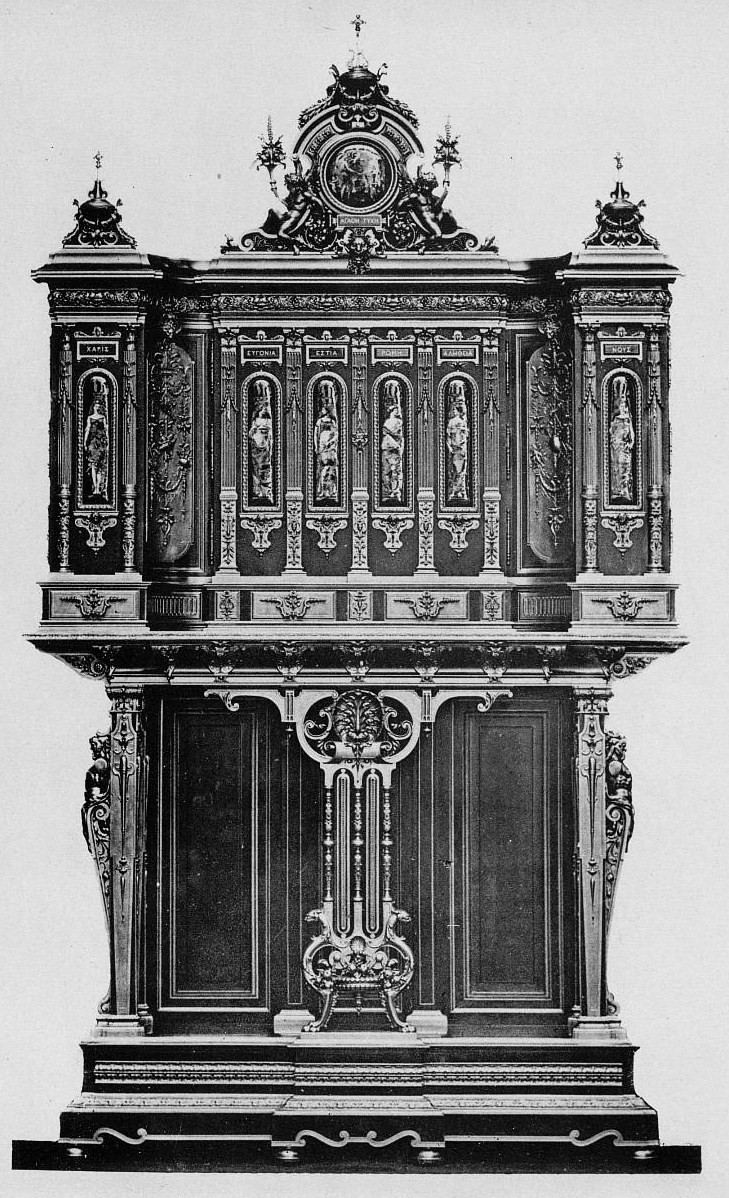
Cabinet en ébène orné de bronze, émaux d’Alfred Serre, exécuté par la maison Barbedienne (Exposition universelle de 1889), localisation inconnue.
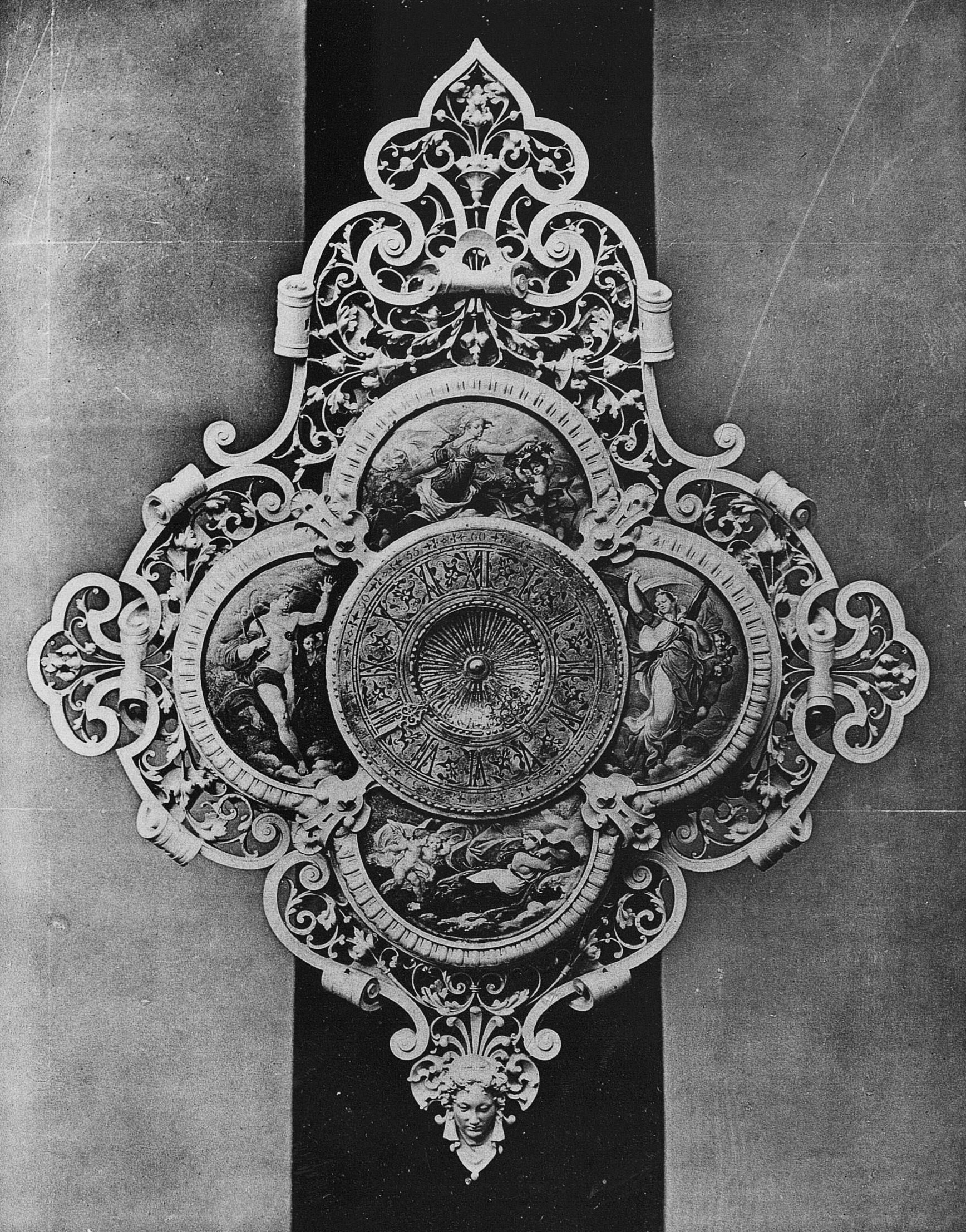
Cartel néo-Renaissance, bronze argenté et doré, émaux d’Alfred Serre, exécuté par la maison Barbedienne, localisation inconnue.